# Titrage radiométrique
Un titrage radiométrique est une méthode de titrage radiochimique dans laquelle la concentration d'une espèce (analyte) en solution est mesurée à l'aide d'un indicateur radioactif dont l'activité permet de déterminer le point d'équivalence.

## Conditions
Les conditions à respecter pour pouvoir réaliser un titrage radiométrique sont les suivantes :
- l’un des deux réactifs doit être radioactif, à défaut l'un au moins un des deux réactifs doit être radiomarqué ;
- le produit de réaction doit être séparé en continu durant le titrage. Si ce produit est un solide qui précipite, la séparation peut être effectuée par filtration ou par centrifugation. S'il reste dissous dans la solution, il peut alors être extrait par extraction liquide-liquide ou liquide-solide.

## Courbe de titrage
La courbe de titrage présente la variation d’activité de la solution en fonction du volume de réactif titrant ajouté. Cette courbe est constituée de deux parties linéaires de pentes différentes. L'intersection des droites obtenues par extrapolation des deux parties linéaires donne le point de fin de titrage.
Selon la méthode de radiomarquage, trois possibilités existent : 
- la solution à titrer est marquée avec un radioisotope : l’activité de la solution diminue jusqu’au point d’équivalence puis reste constante après ce point ;
- le réactif titrant est marqué : l’activité est constante avant le point d’équivalence puis augmente après ce point ;
- les deux réactifs sont marqués : l’activité de la solution diminue jusqu’au point d’équivalence puis augmente.

## Propriétés
Le titrage radiométrique présente les avantages suivants en comparaison avec d’autres méthodes de titrage :
- il accroît la sensibilité de détection des points d'inflexion sur les courbes ;
- il est facile à automatiser en faisant circuler par exemple les fluides dans ou autour d’un détecteur Geiger-Müller ;
- les conditions physiques du milieu ambiant (température, pH, turbidité, etc.) n’ont aucune influence sur les mesures de radioactivité.

La principale limite de ces techniques est l'utilisation des éléments radioactifs pouvant constituer un danger pour les humains. 

## Applications
Le titrage radiométrique peut être réalisé lors des titrages complexométrique, rédox, acido-basique et surtout avec précipitation (argentimétrie par exemple). Dans ce dernier cas, il est possible de titrer le nitrate d'argent (AgNO3) contenant un radioisotope 110Ag avec du chlorure de potassium.